# Leszek Marks
Leszek Eugeniusz Marks (ur. 26 czerwca 1951 w Warszawie) – polski naukowiec, geolog, profesor nauk o Ziemi.

## Życiorys
Ukończył studia na Wydziale Geologii Uniwersytetu Warszawskiego. W 1978 uzyskał stopień doktora, a w 1988 został doktorem habilitowanym nauk przyrodniczych w zakresie geologii. W 1998 otrzymał tytuł naukowy profesora nauk o Ziemi.
Zawodowo od 1976 związany z Instytutem Geologii Podstawowej Uniwersytetu Warszawskiego, od 1993 na stanowisku profesora. Kierował Zakładem Geologii Czwartorzędu, a od 2002 także Państwowym Instytutem Geologicznym. W 2003 został przewodniczącym Komitetu Badań Czwartorzędu PAN.
W czerwcu 2022 został członkiem korespondentem Polskiej Akademii Umiejętności. 
Pełni funkcję zastępcy redaktora naczelnego „Geologica Carpathica” (od 2003), zasiada w redakcjach czasopism „Boreas”, „Litosfera”, „Przegląd Geologiczny”, „Studia Quaternaria”.

## Kontrowersje
Prof. Leszek Marks, bazując na zmanipulowanych dowodach, zaprzecza globalnemu ociepleniu, co zauważyła redakcja portalu Nauka o klimacie. Przy czym stanowisko profesora nie odbiega od stanowiska Komitetu Nauk Geologicznych Polskiej Akademii Nauk dotyczącego  globalnego ocieplenia i roli dwutlenku węgla w tym procesie.

## Odznaczenia
- Krzyż Kawalerski Orderu Odrodzenia Polski – 2005[4]